# Obligacja zerokuponowa
Obligacja zerokuponowa (ang. zero-coupon bond nazywana również discount bond) – rodzaj obligacji, z którą nie jest związany obowiązek płatności odsetek. Obligacje te są emitowane z dyskontem od ich wartości nominalnej, co oznacza, że cena emisyjna jest niższa od ceny nominalnej. Zarobek inwestora pochodzi w całości z zysku na umorzeniu (ang. gain to redemption).
Obligacje zerokuponowe nie są zbyt popularne, na rynku długu korporacyjnego praktycznie nie występują. Jednak Skarb Państwa regularnie emituje obligacje tego typu. Przykładem mogą być obligacje zerokuponowe o okresie do wykupu 2 lata. Obligacje te emitowane są z dyskontem, a rentowność ich obliczana jest w oparciu o konwencję ACT/ACT.